# Arc'teryx

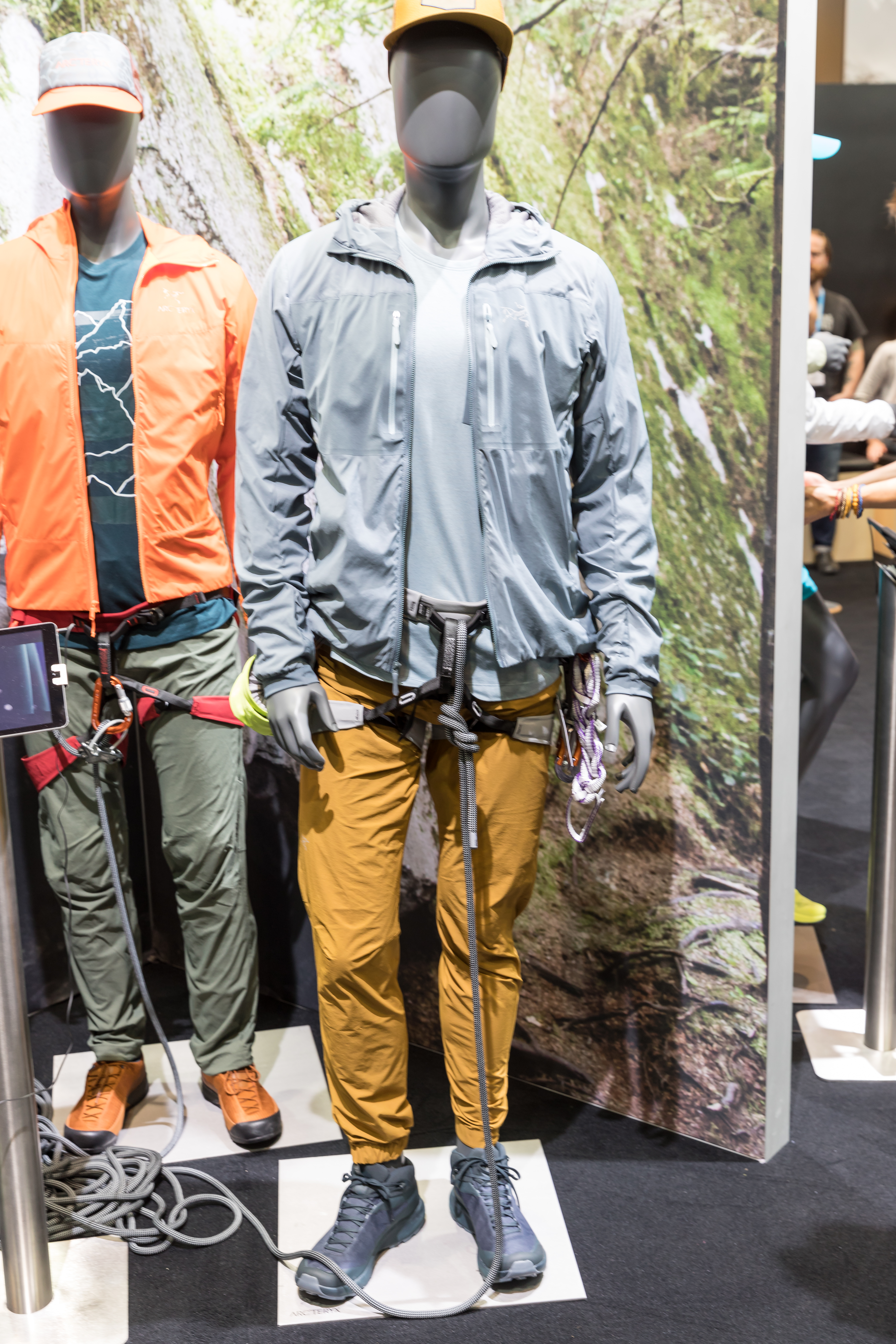
Uppvisning av Arc'teryx kläder på mässan Outdoor 2018 i Tyskland.

Arc'teryx är ett kanadensiskt företag och varumärke för klätterutrustning och friluftskläder som är baserat i North Vancouver i British Columbia.

## Historia
Företagets grundare började tillverka klätterselar under namnet Rock Solid 1987, men 1991 togs namnet Arc'teryx (efter Archaeopteryx). Arc'teryx blev kända för att göra gedigna och lätta klätterselar och för sin innovativa produktdesign. Bland annat skapade de 1995 nya ryggsäcksteknologier med modellerna Bora 30, 40, 60 och 70, med termoformade ytor mot kroppen, känguruficka bak i stället för de vanliga sidofickorna och tre fasta rygglängder i stället för det som då var vanligt, justerbara. År 1999 kom de första kläderna från Arc'teryx till Europa, lanserade en säsong efter USA. På grund av de många tekniska innovationerna genom åren har Arc'teryx satt en standard för en stor del av produkter inom konfektion och hårdvara i friluftsvärlden.[källa behövs]
Arc'teryx ägs sedan 2001 av Salomon som i sin tur ägs av finländska Amer Sports. 